# كيس ضفدعي
الكيس الضفدعي أو الضفيدعة (بالإنجليزية: Ranula)‏ الضفيدعة تعني الضفدع الصغير، تطلق هذه التسمية على مرض فموي وهي كيسة احتباسية متشكلة في أرضية الفم تحت اللسان تتطور من أقنية الغدة تحت الفك أو الغدة تحت اللسان تكبر تدريجياً ثم تصغر

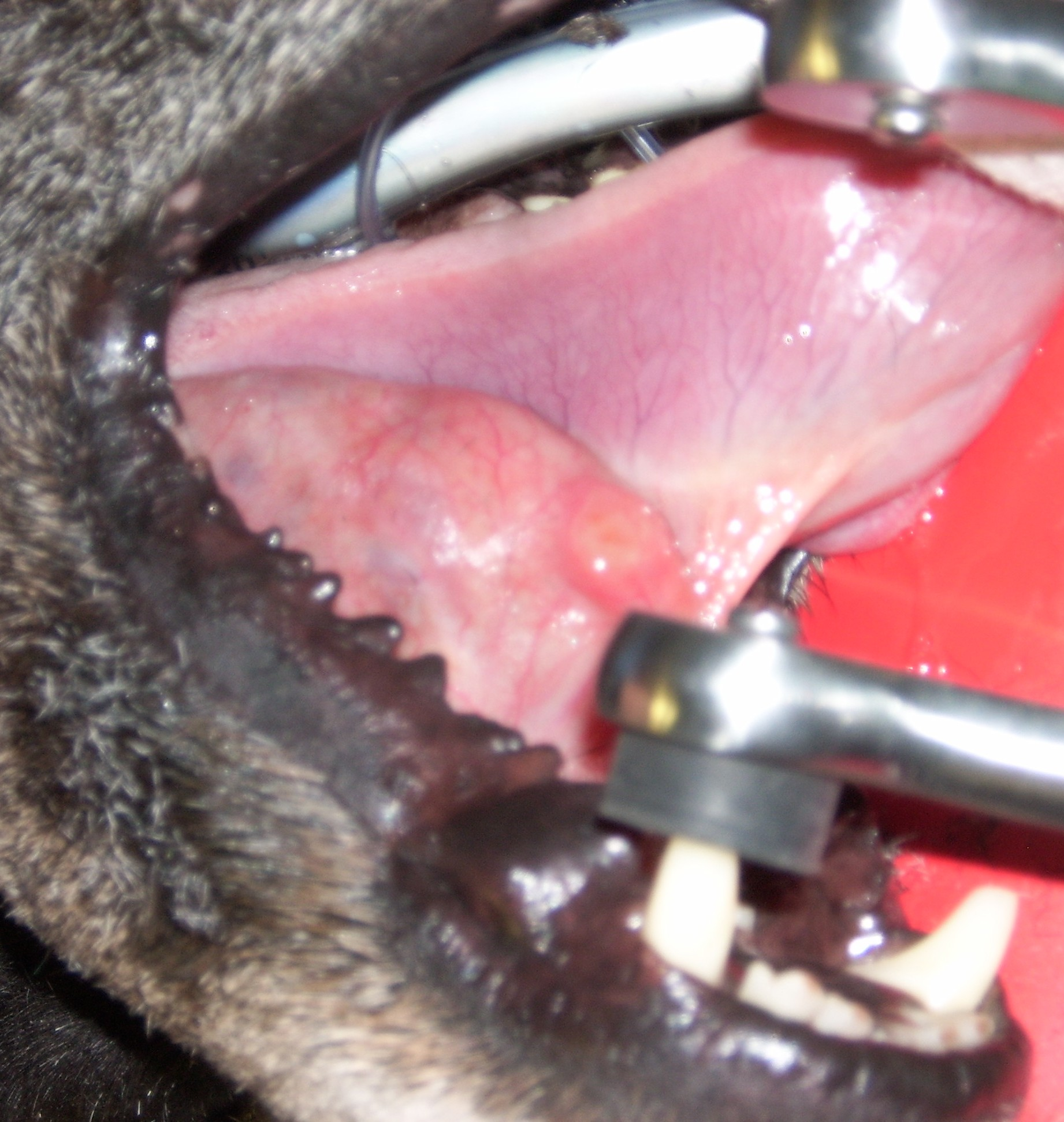
ضفدغيّة في كلب تحت اللّسان والغدّة تحت الفكّ السّفليّ لكلب

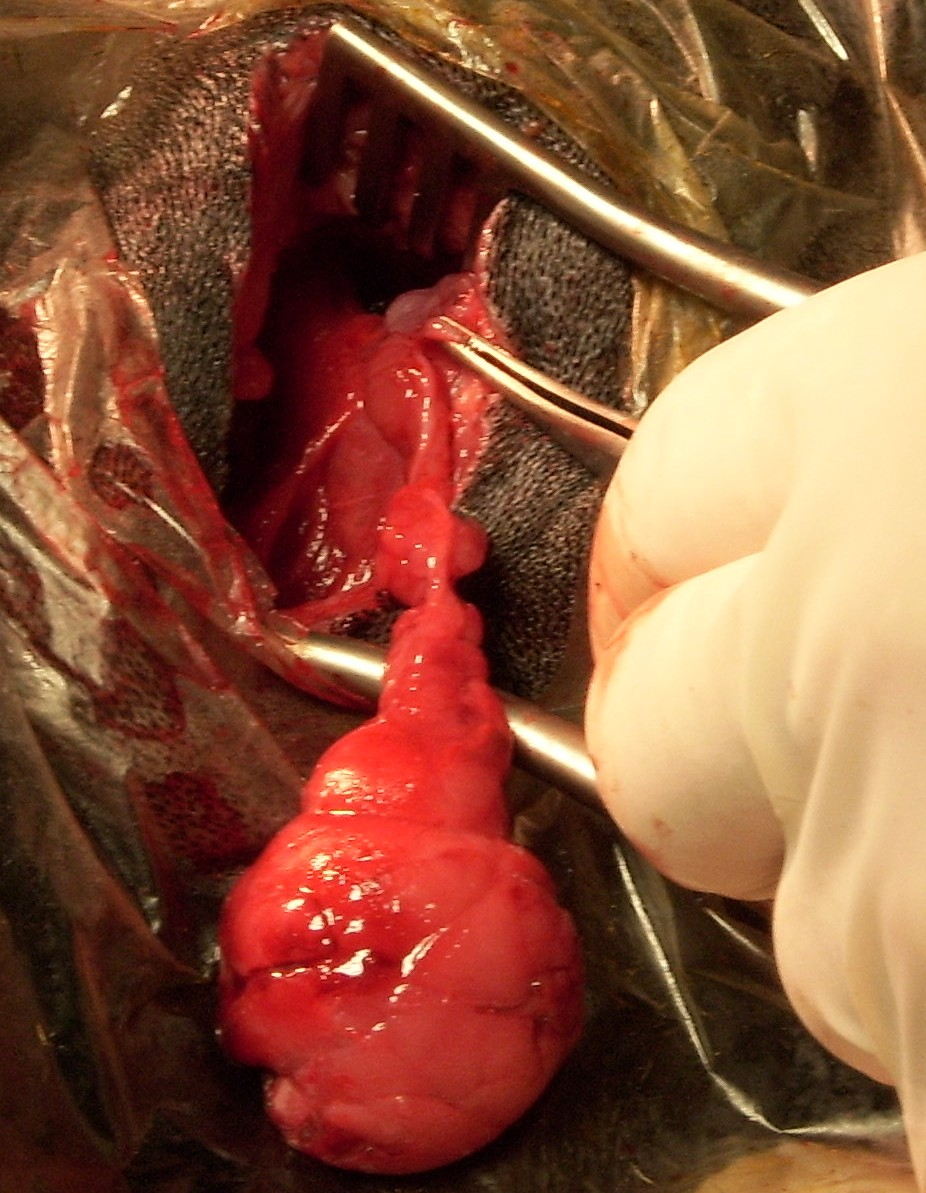
استئصال الغدّة

## التّصنيف
الضّفدعيّة هي نوع من التكيّس المخاطيّ أو القيلة المخاطيّة وبالتّالي يمكن تصنيفها ضمن قائمة الاضطرابات الغدد اللّعابية. تظهر الضّفدعيّة عادةً في قاعدة الفم وتسمّي الضّفدعيّة البسيطة. في حالات قليلة تظهر الضّفدعيّة في الرّقبة بدلاّ من قاعدة الفم وتسمّى حينها الضّفدعيّة العتقيّة أو الضّفدعيّة الغاطسة. كما يطلق مصطلح الضّفدعيّة على تورّمات أخرى مشابهة في قاعدة الفم مثل الكيسة الحقيقيّة للقنوات اللّعابية، الكيسة الجلدانيّة والورم الرّطب الكيسيّ.
يقابل مصطلح الضّفدّعية في اللّغة الإنجليزيّة مصطلح Ranula حيث تعني الكلمة اللّاتينية Rana الضّفدعة. تعود تسمية الكيسة تحت اللّسان بالضّفدعيّة لأنّ مظهرها يشبه بطن الضّفدعة السّفلية أو حنجرة الضّفدعة المنتفخة.

## الأعراض والعلامات
تظهر الضّفدعيّة على هيئة انتفاخ أزرق شفّاف في الأنسجة في قاعدة الفم، يكون الانتفاخ متقلّب ويشبه القبة في شكله. في حين أن المظهر الأزرق الشّفّاف للضّفدعيّة لن يظهر إذا كانت الضّفدعيّة عميقة وذلك لزيادة عدد طبقات الأنسجة التي تفصل الضّفدعيّة عن تجويف الفم. قد يزداد حجم الضّفدعيّة ليصل قطرها إلى بضع سنتيمترات وبالتالي قد تؤدّي إلى صعوبة بالبلع (عسر البلع) بسبب حجمها الذي يعمل على رفع اللسان. الانتفاخ ليس ثابت وقد لا يظهر فيه بياض وعادة يكون غير مؤلم إلّا إذا التهبت الضّفدعيّة. أهمّ ما يميّز الضّفدعيّة عن كيس الخطّ المتوسّط الجلدانيّ أنّها توجد عادةً على جانب الخطّ المتوسّط. الضًفدعيّة العنقيّة تظهر على هيئة انتفاخ في الرّقبة قد يصاحبه انتفاخ في الفم. وكأي قيلة مخاطيّة قد تنفجر الضّفدعيّة مؤدّية إلى انتفاخ متكرّر ومتواتر. قد تكون الضّفدعيّة غير مصاحبة لأعراض. يتغيّر حجم الضفدعية بسرعة ويتردد بين انتفاخ وانكماش ما يجعل اكتشافها صعب نوعا ما.

## محتوى الضّفدعيّة
سائل هلاميّ لزج شبيه ببياض البيض.

## الأسباب
تعرّض الأنسجة في قاعدة الفم لرضّة خفيفة يؤدّي إلى تدمير القنوات اللّعابيّة الدّقيقة التي تعتبر منفذ اللّعاب من الغدّة تحت اللّسان إلى تجويف الفم. تعتبر الضّفدعيّة نوع من الكيسة التّسرّبيّة المخاطيّة في قاعدة الفم ولكنها أكبر حجماً منها ويعود السّبب وراء حجمها الكبير إلى سمك غشاء المخاطيّ العلوي. تكبر الضّفدعية تدريجيّاً وفي بعض الأحيان قد تملأ تجويف الفم. يكون مصدر المخاط الذي يملأ الضّفدعيّة إما من الغدّة تحت اللّسان أو من الغدّة تحت الفكّ السّفلي أو الغدّد اللّعابيّة الصّغيرة في قاعدة الفم، وعادة يكون من الغدّة تحت اللّسان. تظهر الضّفدعيّة العنقيّة عندما يتجمّع المخاط المتسرّب في العضلة الضّرسيّة اللّالاميّة الّتي تفصل بين الحيّز تحت اللّسان والحيّز تحت الفك السّفليّ مكوّناً انتفاخاً في العنق، وقد يحدث ذلك نتيجةً لانفجار ضفدعيّة بسيطة. في قليل من الحالات قد تمتدً الضّفدعيّة لتصل إلى الحيّز البلعوميّ الجانبيّ.

## التّشخيص
المظهر الهيستولوجي للضّفدعيّة يشبه المظهر الهيستولوجي للقيلة المخاطيّة. يؤدّي تسرّب المخاط إلى تكوّن نسيج حبيبي يتضمّن منسجات رغويّة. قد تفيد الأشعة الفوق سمعيّة والّتصوير بالرّنين المغناطيسيّ في تشخيص الضّفدعيّة. عند وجود خلايا سرطانية حرشفيّة صغيرة تسدّ قناة وارتون يتوجّب الفحص السريري حتى لا يحدث لبس بينها وبين الضّفدعيّة.
معايير الّتّشخيص
- الضّفدعيّة هي انتفاخ في قاعدة الفم عادةً يظهر في جانب واحد، وقد يكون مؤلماً.
- تظهر الضّقيدعة عادةً عند الأطفال الصّغار والشّباب، احتمالية إصابة كلا الجنسين متساوية.
- كرويّة الشّكل.
- يتفاوت قطرها بين 1 – 5 سنتمترات.
- لونها أزرق فاتح، شبه شفاف.
- سطح الضّفدعيّة أملس، يعلوها غشاء مخاطيّ متحرّك.
- Tenderness is absent
- Fluctuation test is positive
- Trannsillumination test is positive
- غير مصاحبة بتضخّم العقد اللّمفيّة العنقيّة.
- قد تؤدي لزيادة طول الرّقبة.

## العلاج
يتضمن علاج الضّفدعيّة عادةً إزالة الغدّة تحت اللّسان. لا داعي للجراحة إذا كانت الضّفدعيّة صغيرة وغير مصاحبة بأعراض. ممكن استخدام طريقة التّوخيف حيث يتمّ فتح الضّفدعيّة لتجويف الفمّ بهدف محاولة إعادة اتصال الغدّة تحت اللّسان بتجويف الفم، ولكنها في غالب الأحيان تكون غير ناجحة ولا تؤدّي إلى النّتائج المطلوبة. عادةً يستدعي علاج الضّفدعيّة استئصال الغدّة تحت اللّسان.
المضاعفات
- التهاب الضّفدعيّة.
- تكرّر الإصابات.
- انفجار الضّفدعيّة وإعادة تكوّنها.
- عسر البلع في حال كبر حجم الضّفدعيّة.

## علم الأوبئة
تظهر هذه الآفة عند الأطفال. تعتبر الضّفدعيّة أكثر الآفات المرضّية المرتبطة بالغدّة تحت اللّسان انتشاراً.
الضّفدعيّة في كائنات أخرى